# Альтвігсгаген
Альтвігсгаген (нім. Altwigshagen) — громада в Німеччині, розташована в землі Мекленбург-Передня Померанія. Входить до складу району Передня Померанія-Грайфсвальд. Складова частина об'єднання громад Торгелов-Фердінандсгоф.
Площа — 28,64 км2. Населення становить 388 ос. (станом на 31 грудня 2020).